# Ranzanico
Ranzanico é uma comuna italiana da região da Lombardia, província de Bérgamo, com cerca de 1.085 habitantes. Estende-se por uma área de 7 km², tendo uma densidade populacional de 155 hab/km². Faz fronteira com Bianzano, Endine Gaiano, Gandino, Monasterolo del Castello, Peia, Spinone al Lago.

## Demografia
| Variação demográfica do município entre 1861 e 2011                               |
|                                                                                   |
| Fonte: Istituto Nazionale di Statistica (ISTAT) - Elaboração gráfica da Wikipedia |